# Vaccinium reticulatum
Espèce
Classification phylogénétique
Vaccinium reticulatum est une espèce de plantes à fleurs de la famille des Ericaceae.
C'est un sous-arbrisseau originaire des îles hawaiiennes qui produit des baies comestibles, proches des airelles. Ces baies sont particulièrement appréciées par la bernache néné.

## Synonyme
- Vaccinium peleanum Skottsb.